# Mezinárodní letiště Šarm aš-Šajch
Mezinárodní letiště Šarm aš-Šajch (arabsky مطار شرم الشيخ الدولي‎, IATA: SSH, ICAO: HESH) je druhé největší mezinárodní letiště v Egyptě. Nachází se kilometr severozápadně od města Šarm aš-Šajch, významného turistického letoviska na jižním cípu Sinajského poloostrova.

## Dějiny

### Letecká základna Ofir
Letiště bylo uvedeno do provozu 14. května 1968 jako letecká základna Ofir Izraelského vojenského letectva u osady Ofira, Sinajský poloostrov totiž v šestidenní válce v roce 1967 obsadil Izrael.
Na počátku jomkipurské války se zde 6. října 1973 odehrála letecká bitva u Ofiry, při které letiště napadla skupina letounů MiG-17 a MiG-21 Egyptského vojenského letectva a byly jí způsobeny značné ztráty dvěma bránícími izraelskými letouny McDonnell F-4 Phantom II.
Dne 3. července 1976 odtud startovaly letouny provádějící operaci Entebbe.

### Egyptské civilní letiště
Po podepsání egyptsko-izraelské mírové smlouvy v roce 1979 se v roce 1982 Izrael ze Sinajského poloostrova postupně stáhl a letiště převzal Egypt, který jej otevřel pro civilní provoz.
V roce 2007 byl otevřen druhý terminál s roční kapacitou pěti miliónů cestujících.

### Nehody a mimořádnosti spojené s letištěm
- 3. ledna 2004 spadl krátce po vzletu do Rudého moře let Flash Airlines 604, který měl letět na letiště Charlese de Gaulla v Paříži s mezipřistáním na mezinárodním letišti v Káhiře, všech 148 osob na palubě zahynulo.
- 23. srpna 2015 se musel let 476 společnosti Thomson Airways na cestě z letiště Stansted v Londýně při přiblížení vyhýbat raketě, která podle následného vyšetřování ulétla ze cvičení Egyptských ozbrojených sil. Letadlo bezpečně přistálo.
- 31. října 2015 spadl na Sinajském poloostrově let Kogalymavia 9268 z Šarm aš-Šajchu na Pulkovské letiště v Petrohradě, zahynulo 224 osob.